# Refugi Josep Maria Blanc
El Refugi Josep Maria Blanc és un refugi de muntanya a la vall de Peguera, dintre del terme municipal d'Espot, a la comarca del Pallars Sobirà.
És a 2.350 metres d'altitud, a la dreta de l'Estany Tort de Peguera, dins dels límits del Parc Nacional d'Aigüestortes i Estany de Sant Maurici.

## Història
És el refugi més antic del parc. Es va plantejar el 1935 i l'obra de construcció va començar després de l'estiu de 1941, un cop es tornaren a organitzar els campaments d'estiu del Centre Excursionista de Catalunya (CEC) a l'estany de Sant Maurici, interromputs durant la guerra civil. El refugi es va inaugurar el 10 d'octubre de 1943, amb el nom de Josep Maria Blanc i Romeu, expresident del CEC entre 1935 i 1940, que va fer el donatiu més important per a finançar l'obra.
L'edifici original va ser construït en una península de l'estany Tort de Peguera, que va quedar separada de la riba de l'estany quan es va construir la presa i es va elevar el nivell de les aigües. L'empresa constructora, Hidroelèctrica de Catalunya, en compensació, va fer l'edifici actual, inaugurat el 1954, un any abans de crear-se el Parc Nacional. El refugi va començar a estar guardat a partir dels anys setanta, i s'hi van fer petites modificacions a l'interior en diverses ocasions. Amb motiu del cinquantè aniversari, es van emprendre grans obres de reforma, que incloïen aigua corrent, sanitaris moderns, dutxes i un sistema per depurar les aigües residuals. Les obres acabaren en 2005.